# Rosario Sonder
Rosario Sonder es un club de vóleibol argentino de la ciudad de Rosario, provincia de Santa Fe. Fue fundado en el año 2002 y supo jugar varias temporadas en la Liga A1 de Voley Argentino, en la que fue subcampeón en la temporada 2005/06 donde cayó ante Club de Amigos. Su único título nacional fue la Copa ACLAV conquistada en la temporada 2005/06.

## Historia
El Club Son de Rosario fue fundado el 14 de febrero de 2002, por la inquietud de los dueños de la marca de indumentaria deportiva Sonder, apasionados por el vóley. 
Comenzó participando con equipos aislados en el campeonato rosarino, y tuvo un año de alianza deportiva con un colegio privado que se llamó Unión Deportiva Cabrini-Sonder.
La empresa y el club fueron creciendo de la mano con la participación cada vez mayor de los actores deportivos y sociales de la ciudad. 
En 2003 participó con éxito en el Torneo Nacional de Ascenso, su primera competencia oficial fuerte. En poco tiempo  llegó al vóley de primera, en abril del 2003, incorporando a Rosario a la Liga Argentina, tras vencer en la final a Caja Popular de Tucumán.
La primera necesidad fue la de encontrar un Estadio acorde a la Liga. Por eso, en su primera temporada jugó de local en el Mini Estadio de Newell´s Old Boys, un escenario donde la Selección Argentina fue testigo de la adhesión popular.
En esta temporada, con José Luis Pecce como entrenador, Rosario Sonder no alcanzó los playoffs, pero aseguró la permanencia.
En la temporada 2004/05 se fusionó con Scholem Aleijem para formar Rosario Scholem Sonder, con buen resultado. El equipo terminó primero la Fase Regular, con 17 victorias y 5 derrotas. En cuartos de final, eliminó a Alianza Córdoba ganando los tres partidos. En semifinales se enfrentó a Bolívar, pero luego de ganar el primer partido por 3-0, perdió los tres siguientes y quedó eliminado.
La temporada 2005/06 fue la más exitosa para el club, que nuevamente jugó como Rosario Sonder. El equipo conquistó la Copa ACLAV frente a Misiones Vóley y fue subcampeón en el torneo nacional. Nuevamente fue primero en la fase regular, con 19 victorias y 3 derrotas. Eliminó a River por 3-0 y a Alianza Córdoba por 3-2, pero perdió en la final con Club de Amigos por 4-2, que se retiró de la Liga luego de conseguir su primer título nacional.
En la siguiente temporada, Sonder terminó 8.º la Fase Regular, por lo que debió enfrentarse a Bolívar, que no perdió un partido en el torneo. Sonder no pudo ganarle un set al equipo reforzado por Tinelli. La historia se repitió al año siguiente: Sonder, 8.º con 9 victorias y 13 derrotas, tuvo que enfrentarse a Bolívar, que sólo había perdido un partido y esa temporada no perdería ningún otro. Nuevamente, Sonder no pudo ganar ni un set.
En la temporada 2008/09, Rosario quedó 9.º con 5 victorias y 15 derrotas, por lo que no clasificó a los playoffs. Sin embargo, sacó una ventaja considerable sobre Obras de San Juan como para no tener que pensar en la permanencia. Sin embargo, la 2009/10 sería la última temporada para Sonder. Terminó 6.º en la fase regular y enfrentó en cuartos de final a La Unión de Formosa, perdiendo por 3 partidos a 1.
Luego de varios años, el Club Son De Rosario volvería a primera división pero con su rama femenina, luego de coronarse campeón del Torneo Federal de ascenso en el año 2023. La final fue victoria para Sonder por 3 a 2 frente a Velez Sarsfield y con la clasificación a la final obtuvieron un cupo para la Liga Argentina Femenina (la máxima categoría) de 2024. En su primera temporada, el equipo consiguió la clasificación a playoffs y culminó en la quinta posición del torneo luego de caer por 2 a 0 en la serie con Estudiantes de La Plata, equipo que ese año sería subcampeón. En el 2025 el equipo femenino del Club Sonder volverá a participar de la LAF por segundo año consecutivo, mientras que su equipo masculino disputará el Torneo Federal en busca del ascenso a la A2 (segunda división de voley en Argentina).